# دله آدبولا
دله آدبولا (انگلیسی: Dele Adebola؛ زادهٔ ۲۳ ژوئن ۱۹۷۵) بازیکن سابق فوتبال اهل نیجریه است. او در ۱۶ باشگاه در دوران حرفه‌ای خود بازی کرده است که طولانی‌ترین دوران حضورش در کرو آلکساندرا، بیرمنگام سیتی و کاونتری سیتی بوده است.
‌‌
‌
‌
‌
‌

‌
‌
‌
‌
‌
‌
‌

‌

‌
‌

‌
‌

‌
‌

‌
‌
‌
‌‌
‌
‌
‌

‌

‌